# Femmes d'aujourd'hui (album)
Pour les articles homonymes, voir Femmes d'aujourd'hui.
Albums de Jeanne Mas
Jeanne Mas
(1984) Jeanne Mas en concert
(1987)
Singles
1. En rouge et noir
Sortie : avril 1986
2. L'Enfant
Sortie : septembre 1986
3. Sauvez-moi (nouvelle version)
Sortie : février 1987

Femmes d'aujourd'hui  est le deuxième album studio de Jeanne Mas, sorti en avril 1986 chez EMI. 
Il s'écoule à 1 000 000 exemplaires et se classe no 1 en France. Il sera récompensé d'un disque triple platine en France pour 900 000 ventes et d'un disque de platine en Suisse pour 50 000 ventes. C'est l'album le plus vendu de la chanteuse.
L'album est récompensé d'une Victoire de la musique dans la catégorie « pochette de disque » le 22 novembre 1986.
Le titre de l'album reprend celui du magazine belge créé en 1933, et encore très bien distribué en France en 1986, pays où il cessera de paraître en 1991. 

## Titres
| No  | Titre                   | Auteur                                                                  | Durée |
| --- | ----------------------- | ----------------------------------------------------------------------- | ----- |
| 1.  | La Geisha               | Jeanne Mas / Romano Musumarra                                           | 5:06  |
| 2.  | En rouge et noir        | Jeanne Mas / Massimo et Piero Calabrese, Lorenzo Meinardi, R. Musumarra | 4:32  |
| 3.  | Idéali                  | Jeanne Mas                                                              | 4:35  |
| 4.  | Lola                    | Jeanne Mas / Romano Musumarra                                           | 3:44  |
| 5.  | Femme d'aujourd'hui     | Jeanne Mas / Romano Musumarra, Roberto Zanelli                          | 3:34  |
| 6.  | Mourir d'ennui          | Jeanne Mas / Joe Hammer                                                 | 4:08  |
| 7.  | Plus forte que l'océan  | Jeanne Mas / Romano Musumarra                                           | 4:09  |
| 8.  | Sauvez-moi              | Jeanne Mas / Romano Musumarra, Roberto Zanelli                          | 3:55  |
| 9.  | S'envoler jusqu'au bout | Jeanne Mas / Romano Musumarra                                           | 4:43  |
| 10. | L'Enfant                | Jeanne Mas / Romano Musumarra, Roberto Zanelli                          | 5:22  |

## Musiciens
- Jeanne Mas : chant, chœurs
- Carole Mas : chœurs
- Romano Musumarra : claviers, piano, guitare, arrangements, programmation, production
- John Woolloff : guitare
- Joe Hammer, Walter Martino : batterie
- Joe Hammer : synthétiseurs

## Pochette
La pochette est conçue par Jeanne Mas et la photo est prise par Ennio Antonangeli assisté de Silvana Fantino. On y voit la chanteuse dans un décor sombre vêtue d'une robe de mariée teinte en noir, tenant un ours en peluche à la main, avec à côté d'elle, au sol, un chandelier rouge avec une bougie allumée, un coussin, un collier de perles, et plusieurs livres dont Diario de una scrittrice, publication italienne de A writer's diary de Virginia Woolf. Cette pochette vaudra à Jeanne Mas la récompense de meilleure pochette d'album aux Victoires de la Musique 1986. Concernant la référence à Virginia Woolf, elle dira en interview, qu'à travers cette pochette et les différents objets qu'on peut y voir, elle a voulu rendre hommage à divers aspects des femmes, et que le livre de Virginia Woolf évoque la dimension intellectuelle des femmes.

## Classements et certifications

### Classements hebdomadaires
| Classement (1986–87)             | Meilleure position |
| -------------------------------- | ------------------ |
| Europe (European Hot 100 Albums) | 49                 |
| France (SNEP)                    | 1                  |

### Certifications
| Région                                                               | Certification | Ventes/Streams |
| -------------------------------------------------------------------- | ------------- | -------------- |
| France (SNEP)                                                        | 3 × Platine   | 900 000*       |
| Suisse (IFPI Suisse)                                                 | Platine       | 50 000^        |
| *Ventes selon la certification ^Mise en rayon selon la certification |               |                |